# グライフ (仮装巡洋艦)
グライフ (SMS Greif) は第一次世界大戦時のドイツの仮装巡洋艦。

## 艦歴

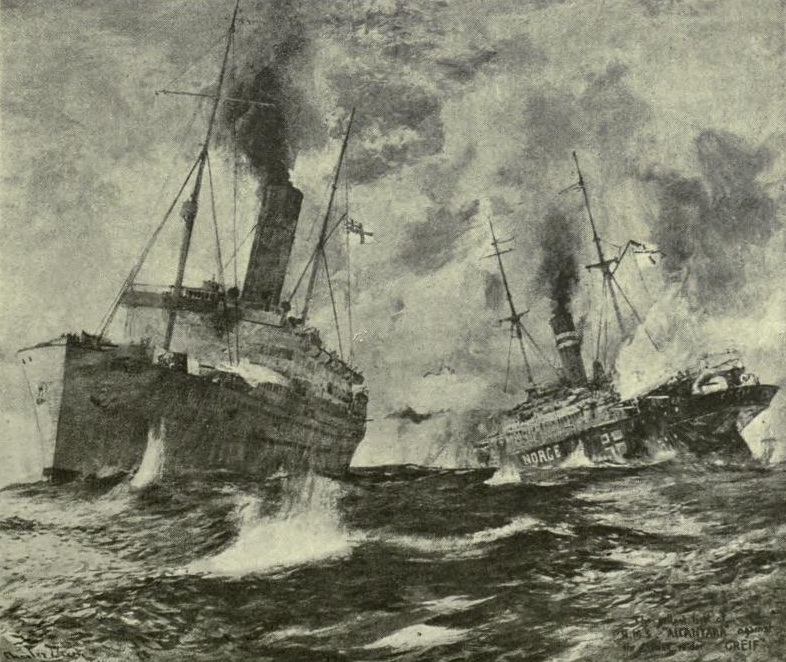
左が「グライフ」。右のは「アルカンタラ（HMS Alcantara）」

1914年7月29日進水。1916年初めに徴用され、仮装巡洋艦に改装された。
1916年2月25日、グライフはハンブルクへ向けてキールを離れた。グライフの出港はイギリス側に察知され、2月29日にイギリス仮装巡洋艦アルカンタラ (Alcantara) とアンデス (Andes) に捕捉された。はじめはノルウェー船の振りをしていたグライフだが、9時40分に砲撃を開始、アルカンタラとの砲戦となった。さらにアンデスもグライフに対して砲撃を行った。戦闘中グライフは魚雷も発射し、1本目は命中したものと思われる。イギリス仮装巡洋艦2隻からの砲撃を受けたグライフの砲撃は10時18分に停止。一方、アルカンタラも11時2分に沈没した。11時15分ごろにイギリスC級軽巡洋艦コーマス（en:HMS Comus (1914)）とM級駆逐艦Munsterが現場に到着。コムスが、乗員の退艦後も浮いていたグライフの始末に向かいグライフは13時1分に沈んだ。グライフ乗員は、120人がアンデスとMunsterにより救助された。

## 要目
- トン数：4962トン
- 全長：131.7m
- 水線長：127.4メートル
- 全幅：16.5メートル
- 速力：13ノット
- 主兵装：15cm砲4、魚雷発射管2

## 関連リンク
- Greif (Hilfskreuzer)貨客船「グライフ」の説明があるページ